# Канцелярия конфискации
Канцеля́рия конфиска́ции — в Российской империи канцелярия, учреждённая в 1729 году в Санкт-Петербурге для заведования и продажи выморочных (без наследников) имуществ и отбиравшихся в казну за недоимки или за политические преступления, для взыскания штрафов, а также для продажи с аукциона недвижимых имуществ по судебным решениям по частным искам.
С введением губернских учреждений Екатерины II канцелярия конфискации была закрыта в 1782 г. Дела её хранились в московском архиве министерства юстиции.

## Вторая канцелярия в Москве
В 1733 г. открыта также в Москве, к ней была присоединена аукционная камера; в 1736 г. с канцелярией конфискации была слита доимочная канцелярия (приказ); в 1739 году в помощь канцелярии конфискации для сбора старых недоимок и сыска недоимщиков было приказано открыть особую доимочную комиссию.

## Причина возникновения
Учреждение канцелярии было вызвано тем, что конфискованные имения подвергались расхищению со стороны воевод и секретарей; но надежды, возлагавшиеся на неё, не оправдались. За медленность делопроизводства канцелярия конфискации постоянно подвергалась нареканиям со стороны сената и верховной власти.

## Деятельность
Согласно инструкции 27 июня 1730 г., дополненной в 1738 и 1740 гг., канцелярия конфискации, получив извещение о конфискации имения, должна была дать о том три публикации в печати. Если после этого в канцелярию конфискации являлся собственник имения и путём судоговорения в канцелярии обнаруживалось, что имение отписано в казну незаконно, то оно подлежало возврату, причём убытки казны по временному управлению и охране имения не взыскивались. Указом 6 сентября 1763 г. было постановлено: если относительно имения, признанного выморочным (без наследников), появятся претензии со стороны кредиторов умершего владельца, то «вместо формальных судов» следствие производится членом от канцелярии конфискации или её конторы «и что по следствию окажется, по тому и решение чинить в силу законов».
Все штрафы также поступали в канцелярию конфискации, которая в случае их неуплаты могла продать движимое имущество оштрафованного, а при его недостаточности приступала и к продаже недвижимого; но если за последнее на торгах предлагали мало, и продажа могла повести к конечному разорению владельца, то канцелярии конфискации предоставлялось воздержаться от продажи и давать срок для уплаты штрафа с представлением в том поручителя. При взыскании казённых долгов и недоимок канцелярия конфискации имела преимущество перед всеми частными кредиторами, за исключением кредиторов по вексельному праву и по закладным. Сама продажа производилась с публичных торгов в Москве на основании оценки, сделанной канцелярией конфискации.